# Marcel Kammerer
Pour les articles homonymes, voir Kammerer.
Marcel Kammerer, né le 4 novembre 1878 à Vienne (Autriche-Hongrie) et mort le 25 décembre 1959 à Montréal (Canada), est un architecte et un peintre autrichien.

## Réalisations

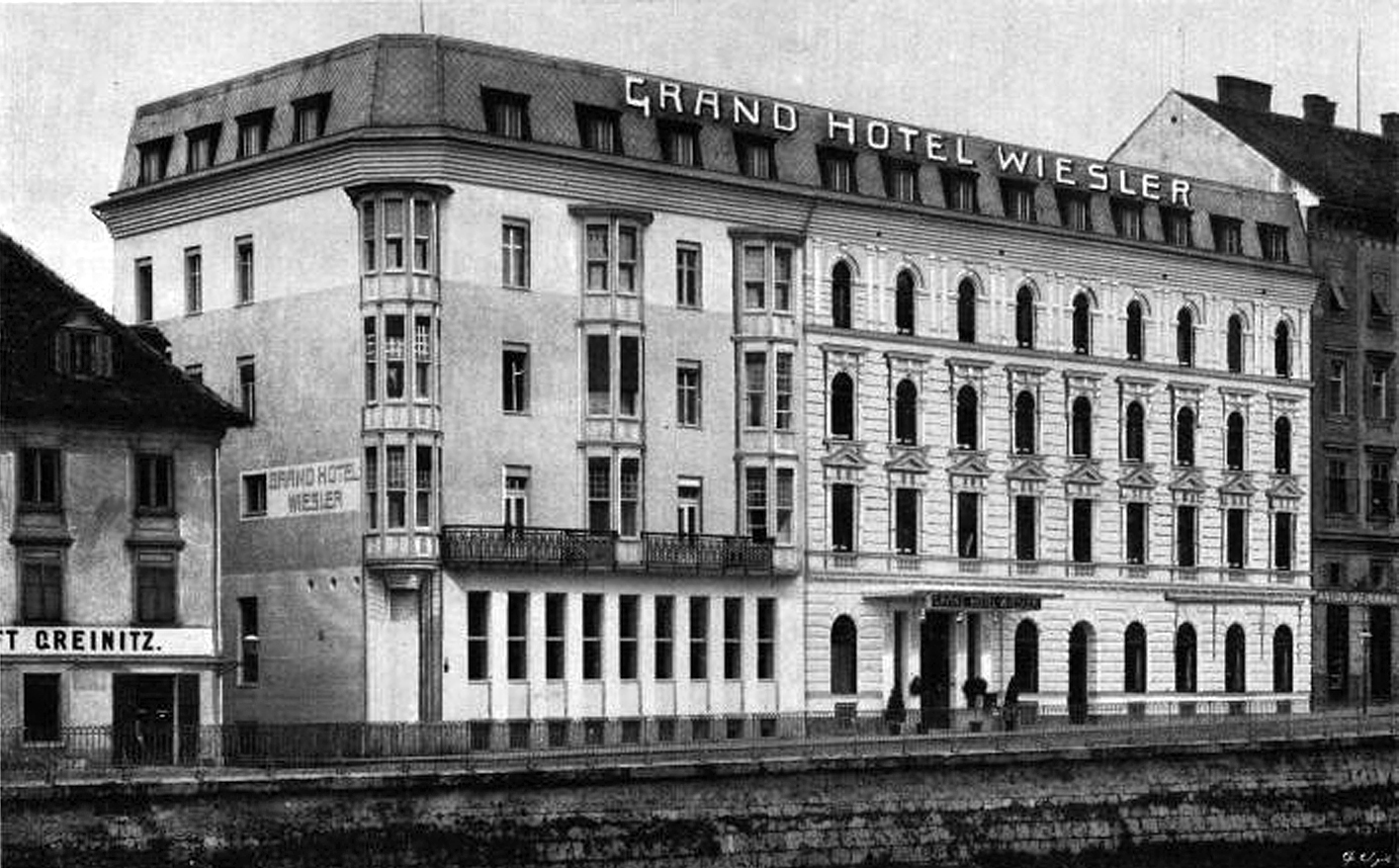
Grand Hotel Wiesler à Graz (1909).

- Grand Hotel Wiesler (de) (1909)